# ماغولا

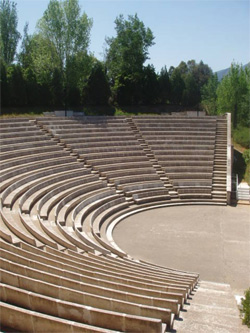
مسرح ساينوبوليو

ماغولا (Μαγούλα) هي مدينة في لاكونيا في مقاطعة كينتريكي إلادا في اليونان.

## أعلام
- جورجيوس ديامانتاكوس